# 절강 팽씨
절강 팽씨(浙江彭氏)는 절강성을 본관으로 하는 한국의 성씨이다. 시조 팽우덕(彭友德)은 명나라 중군부총병(中軍副總兵) 겸 도독첨사(都督僉使)가 되어 1597년(조선 선조 30년) 정유재란 때 명나라 원군으로 아들 팽신고(彭信古)와 함께 조선에 들어와 왜군을 무찌르는 공을 세웠다.

## 역사
시조 팽우덕(彭友德)은 중국 절강성(浙江省) 항주부(杭州府) 오강현(吳江縣) 출신으로 명나라 중군부총병(中軍副總兵) 도독첨사(都督僉使)가 되어 1597년(조선 선조 30년) 정유재란 때 명나라 원군으로 아들 팽신고(彭信古)와 함께 조선에 들어와 왜군을 무찌르는 공을 세우고 귀국하였다. 명나라가 망할 때 팽신고의 손자 팽부산(彭釜山)이 조선으로 망명하여 오자, 조선 헌종은 선조 팽우덕(彭友德) 장군의 전공에 보답하는 뜻으로 귀화한 그들에게 진해 소재의 토지를 하사하였다.
5세손 팽우창(彭雨昌)이 조선조에서 정삼품 첨지중추부사(僉知中樞府事)를 지내고, 6세손 팽흥석(彭興碩)과 7세손 팽수봉(彭壽鳳)이 종이품 동지중추부사(同知中樞府事)를 역임하였다.
팽신고(彭信古)는 조선조(朝鮮朝)에 유격장(遊擊將)이며 팽랑기(彭郞己)는 정삼품 사역원정(司譯院正)에 오르고 팽우창(彭雨昌)은 정삼품 첨지중추부사(僉知中樞府事)를 지냈으며 팽광석(彭光碩)은 종이품 동지중추부사(同知中樞府事)에
팽수봉(彭壽鳳)도 종이품 동지중추부사를 역임하였다.

## 인구
- 1985년 334가구, 1,275명
- 2000년 515가구, 1,578명